# Mesečev zaliv
Mesečev zaliv (tudi Zaliv sv. Križa) je zaliv v Naravnem rezervatu Strunjan. Leži pod rtom Ronek, ki velja za najvišji flišnati klif na Jadranskem morju. Leži ob slovenskem obmorskem naselju in turističnem središču Strunjan v občini Piran.